# Hr.Ms. Van Speijk (1967)
Hr.Ms. Van Speijk (F 802) was een Nederlands fregat van de naar dit schip vernoemde Van Speijkklasse. Het schip is vernoemd naar de Nederlands kanonneerbootcommandant Jan Carel Josephus van Speijk en is het zesde schip vernoemd naar Van Speijk. De Nederlandse scheepswerf de Nederlandsche Dok en Scheepsbouw Maatschappij nam de bouw van het schip voor zijn rekening.
Na de uit dienst name is het schip verkocht aan Indonesië. Bij de Indonesische marine doet het schip dienst als Slamet Riyadi.